# Fred Børre Lundberg
Fred Børre Lundberg, (Hammerfest, 25 december 1969), is een voormalig Noors langlaufer en schansspringer die driemaal uitkwam op de Noordse combinatie op de Olympische Spelen. 

## Carrière
Lundberg werd geboren in Hammerfest. Hij groeide op in Bardu, beide in het uiterste noorden van Noorwegen. In 1989 deed hij voor het eerst mee aan de WK junioren in de Noordse skisporten. Een jaar later debuteerde hij in de wereldbeker voor de Noordse combinatie. Lundberg nam driemaal deel aan de Olympische Spelen. In Albertville behaalde hij zilver met het Noorse team. Op de  thuisspelen in Lillehammer won hij goud en zilver en op de Spelen van Nagano in 1998 won hij nogmaals goud met het Noorse team. Daarnaast won hij in de periode 1991-1999 nog driemaal goud en driemaal zilver op de WK.

## Privé
Lundberg woont samen met de Noorse langlaufster Marit Bjørgen. Samen hebben ze een zoon.
1924: Thorleif Haug ·
1928: Johan Grøttumsbråten ·
1932: Johan Grøttumsbråten ·
1936: Oddbjørn Hagen ·
1948: Heikki Hasu ·
1952: Simon Slåttvik ·
1956: Sverre Stenersen ·
1960: Georg Thoma ·
1964: Tormod Knutsen ·
1968: Franz Keller ·
1972: Ulrich Wehling ·
1976: Ulrich Wehling ·
1980: Ulrich Wehling ·
1984: Tom Sandberg ·
1988: Hippolyt Kempf ·
1992: Fabrice Guy ·
1994: Fred Børre Lundberg ·
1998: Bjarte Engen Vik ·
2002: Samppa Lajunen ·
2006: Georg Hettich ·
2010: Jason Lamy-Chappuis ·
2014: Eric Frenzel ·
2018: Eric Frenzel ·
2022: Vinzenz Geiger
1988: Müller, Pohl, Schwarz ·
1992: Mikata, Kono, Ogiwara ·
1994: Kono, Abe, Ogiwara ·
1998: Vik, Skard, Braaten, Lundberg ·
2002: Lajunen, Mantila, Tallus, Manninen ·
2006: Gruber, Bieler, Gottwald, Stecher ·
2010: Gruber, Kreiner, Gottwald, Stecher ·
2014: Gråbak, Klemetsen, Krog, Moan ·
2018: Geiger, Rießle, Frenzel, Rydzek ·
2022: Bjørnstad, Andersen, Oftebro, Gråbak